# 方向音痴
方向音痴（ほうこうおんち）は、方向・方角に関する感覚の劣る人のことをいう。音痴が変化してできた言葉。方向感覚だけでなく空間に対する認識の能力に対しても使うことがある。
方向音痴は、自身のいる位置を見失いがちな性質のある人のことである。人間は主観において相対座標（自分を中心とする座標系）で周囲の場を把握しているが、これにランドマークの位置などを頼りに地図上の地理座標（地理を基準とする座標系）との相関性を見出すことで自分自身の位置を推測する。ある程度訓練された人であれば時刻と太陽や星・月などの天体の位置関係から方角を見出すことができる。
しかしこういった方角を知るための訓練が十分ではないか、あるいは地図やランドマークを十分に把握していない場合、さらには自身の基準となる位置を誤って把握している場合などに混乱が発生する。方向音痴と表現される場合には、方角を周辺状況から判断することを苦手とするか、あるいはせっかく周辺から必要な情報を得ても誤って判断してしまい易い、更には地図の上で周囲の地形を元に現在位置を見つけることが下手であることを意味する。
方位磁針を使えば簡便に方角を正確に知ることが可能である。また、現代では衛星測位システムとオンライン上の電子地図サービスの連携で自身の位置と周辺地理を知ることが容易である。

## 障害
関連する障害として、地誌的見当識障害、空間識失調、左右識別困難などがある。
1999年に神経学者ジェフリー・カール・アギレーらは、地誌的見当識障害をその病態から、街並失認(landmark agnosia)、前向性地誌的見当識障害(anterograde disorientation)、自己中心的地誌的見当識障害(egocentric disorientation)、道順障害(heading disorientation)の4種類に分類した。

## 研究
いくつかの研究結果として、性差での方向感覚はジェンダー・ギャップ指数に相関し、同じような空間での移動を行ってきた男女の集団では方向感覚で性差は見られなかった。
迷路を潜り抜ける研究貢献型のモバイルゲーム『Sea Hero Quest』では、規則的な街路となっている都市では方向感覚が育ちにくい結果が判明した。
これらの結果から、後天的に方向感覚は鍛えることができることが判明した。